# Eleccions a governador de Tòquio de 2012
Les eleccions a governador de Tòquio de 2012 es van celebrar el 16 de desembre de 2012, només un any després de les anteriors, per a elegir el futur Governador de Tòquio que substituiria a Shintaro Ishihara, qui va dimitir poc després de ser reelegit.
Amb més de quatre milions de vots i un 65,27 percent dels vots emesos, el guanyador va ser el fins llavors vice-governador i home de confiança d'Ishihara, el periodista Naoki Inose. Inose va ser el candidat en tota la història de les eleccions a governador de Tòquio que més vots ha aconseguit.

## Antecedents
Després d'un llarg termini de temps com a governador de Tòquio i reelegit feia escasament un any, en Shintaro Ishihara va renunciar l'any 2012 al càrrec amb la intenció de tornar a entrar en la política nacional de cara a les eleccions generals japoneses de 2012 (que acabarien celebrant-se el mateix dia que les del governador de Tòquio) de la mà del seu partit, el Partit de la Restauració del Japó. El seu successor com a candidat va ser el fins aleshores vice-governador (2007-2012) Naoki Inose, periodista i crític, que havia estat servint com a governador en funcions des de la renúncia d'Ishihara. Inose va anunciar que seguiria les línies de govern d'Ishihara.

## Resultats[3]
| Partit                                                                                   | Candidat                      | Vots      | %      |
| ---------------------------------------------------------------------------------------- | ----------------------------- | --------- | ------ |
| Independent (Amb el suport del PLD, Kōmeitō i PRJ.)                                      | Naoki Inose                   | 4.338.936 | 65,27% |
| Independent (Amb el suport del PCJ, PSD, NPS, TSN, Partit del Demà del Japó i els Verds) | Kenji Utsunomiya              | 968.960   | 14,58% |
| Independent                                                                              | Shigefumi Matsuzawa           | 621.278   | 9,35%  |
| Associació per a la protecció de la vida dels ciutadans de Tòquio                        | Takashi Sasagawa              | 179.180   | 2,70%  |
| Independent                                                                              | Yoshirô Nakamatsu             | 129.406   | 1,95%  |
| Independent                                                                              | Shigenobu Yoshida             | 81.885    | 1,23%  |
| Partit de la Realització de la Felicitat                                                 | Tokuma Suginomori             | 47.829    | 0,72%  |
| Partit del Somriure                                                                      | Mac Akasaka                   | 38.855    | 0,58%  |
| Independent                                                                              | Masaichi Igarashi             | 36.114    | 0,54%  |
| Total (participació: 62,60 %)                                                            | Total (participació: 62,60 %) | 5.942.443 | 62,60% |